# 奇巴图
奇巴图（1971年9月—），男，蒙古族，内蒙古自治区准格尔旗人，中华人民共和国政治人物，第十三届全国人民代表大会内蒙古地区代表。

## 生平
1991年7月毕业于内蒙古大学历史专业，随后参加工作。1995年1月加入中国共产党。曾任乌审旗委副书记、旗长，鄂尔多斯市政府秘书长，呼和浩特市副市长，市委常委、土默特左旗旗委书记。2018年2月。当选为第十三届全国人大代表。之后任共青团中央书记处书记（挂职），内蒙古自治区兴安盟委副书记、盟长。2020年7月，任内蒙古自治区人民政府副主席。